# Reinhold Hanning
Reinhold Hanning (ur. 28 grudnia 1921 w Oerlinghausen, zm. 30 maja 2017) – niemiecki SS-Unterscharführer z czasów II wojny światowej, pełniący służbę w niemieckich obozach koncentracyjnych KL Auschwitz-Birkenau oraz KL Sachsenhausenn.

## Życiorys
Pochodził z Lippe. Według jego własnych relacji od kwietnia 1935 roku należał do Hitlerjugend. W lipcu 1940 roku wstąpił ochotniczo w szeregi Waffen-SS i brał udział w kampanii holenderskiej oraz francuskiej. W późniejszym okresie brał udział w działaniach wojennych na froncie wschodnim, gdzie został ranny w 1941 roku. Przeniesiony do oddziału wartowniczego w obozie Auschwitz I służył w nim w okresie od stycznia 1943 do czerwca 1944 roku. Następnie od czerwca 1944 roku w stopniu plutonowego pełnił służbę w obozie koncentracyjnym Sachsenhausen. 
W lutym 2016 roku rozpoczął się jego proces przed sądem w Detmoldzie w kraju związkowym Nadrenia Północna-Westfalia. Hanning został  oskarżony o pomocnictwo w zamordowaniu co najmniej 170 tysięcy ludzi w trakcie swojej służby w Auschwitz-Birkenau, w okresie kiedy do obozu trafiały transporty Żydów węgierskich, a on miał być obecny przy przyjmowaniu transportów i selekcji więźniów. 17 czerwca 2016 r. został skazany na 5 lat więzienia. Umarł rok później.